# Eliana Merlina
Eliana Vladimirovna Merlina (en russe : Эляна Владимировна Мерлина) est une ancienne joueuse de volley-ball russe née le 25 avril 1985. Elle mesure 1,86 m et jouait au poste de réceptionneuse-attaquante. 

## Clubs
| Club                    | De        | À         |
| ----------------------- | --------- | --------- |
| VK Magia Lipetsk        | 1999-2000 | 1999-2000 |
| Ecran Saint-Pétersbourg | 2000-2001 | 2004-2005 |
| Leningradka-2           | 2005-2006 | 2005-2006 |
| Leningradka             | 2006-2007 | 2007-2008 |
| Levski Sofia            | 2008-2009 | 2008-2009 |
| Leningradka             | 2009-2010 | 2014-2015 |

## Palmarès
- Championnat de Bulgarie
  - Vainqueur : 2009.
- Coupe de Bulgarie
  - Vainqueur : 2009.